# Campionati italiani assoluti di ginnastica artistica 2023
I Campionati assoluti di ginnastica artistica 2023 sono stati l'85ª edizione dei Campionati italiani assoluti di ginnastica artistica. Si sono svolti a Padova, dal 6 al 10 settembre 2023, presso il Palaindoor.

## Programma
- Mercoledì 6: concorso generale maschile (prima giornata)
- Giovedì 7: concorso generale femminile (prima giornata)
- Venerdì 8: concorso generale maschile (seconda giornata)
- Sabato 9: concorso generale femminile (seconda giornata)
- Domenica 10: finali di specialità

## Riepilogo

### Ginnastica Artistica Femminile - GAF
Alice D'amato si è laureata campionessa italiana assoluta per la prima volta in carriera, bissando il risultato nella finale a parallele dove conquista la sua prima medaglia d'oro nazionale in questo attrezzo. Il podio AA è completato da Manila Esposito e Elisa Iorio al suo rientro sui 4 attrezzi dopo quattro anni di assenza.
Nelle finali di specialità, l'oro al volteggio è stato vinto da Alessia Guicciardi con una media di 13,350, seguono il 12,975 di Desiree Carofiglio e il 12,725 di Elena Ferrari.
La finale a trave è stata vinta dalla vice campionessa europea Manila Esposito, che con 14,450 precede le avversarie Angela Andreoli ed Elisa Iorio, rispettivamente argento e bronzo.
Il titolo al corpo libero è stato vinto dalla 13enne Eleonora Calaciura, che è salita sul gradino più alto del podio completato da Veronica Mandriota e Irene Lanza.

### Ginnastica Artistica Maschile - GAM
Il titolo AA maschile è stato vinto da Mario Macchiati, che ha battuto il campione italiano uscente Yumin Abbadini, su un podio completato da Lorenzo Minh Casali.
Al corpo libero Filippo Castellaro conquista la medaglia d'oro con 14,500, battendo l'ex campione del mondo Nicola Bartolini e il campione italiano AA Mario Macchiati.
Edoardo De Rosa ri-conferma il titolo a cavallo con maniglie con 14,650 mentre agli anelli Salvatore Maresca vince la sfida con il suo rivale Marco Lodadio vincendo il titolo con 14,850.
Al volteggio vince il titolo nazionale Tommaso Brugnami con 14,000 su un podio completato da Ares Federici e Gabriele Verga.
Alle parallele pari, Mario Macchiati si laurea campione italiano con 14,650 precedendo lo specialista Matteo Levantesi e il bronzo AA Lorenzo Minh Casali. Escluso dalla finale è invece il ginnasta dell'Ares Federico Pozzato che annuncia però la sua partecipazione alla Bundesliga 2023.
La rassegna si conclude con Carlo Macchini che conferma il titolo alla sbarra con 14,500, precedendo il 14,000 di Lorenzo Bonicelli e il 13,900 di Nicolò Mozzato.

## Podi
| Evento                 | Oro                | Punti          | Argento            | Punti          | Bronzo              | Punti          |
| Podio maschile         | Podio maschile     | Podio maschile | Podio maschile     | Podio maschile | Podio maschile      | Podio maschile |
| ---------------------- | ------------------ | -------------- | ------------------ | -------------- | ------------------- | -------------- |
| Concorso individuale   | Mario Macchiati    | 164.350        | Yumin Abbadini     | 164.100        | Lorenzo Minh Casali | 163.350        |
| Corpo libero           | Filippo Castellaro | 14,500         | Nicola Bartolini   | 14,350         | Mario Macchiati     | 14,250         |
| Cavallo con maniglie   | Edoardo De Rosa    | 14,650         | Andrea Canazza     | 14,300         | Nicolò Mozzato      | 14,150         |
| Anelli                 | Salvatore Maresca  | 14,850         | Marco Lodadio      | 14,600         | Andrea Russo        | 14,000         |
| Volteggio              | Tommaso Brugnami   | 14,000         | Ares Federici      | 13,875         | Gabriele Verga      | 13,025         |
| Parallele simmetriche  | Mario Macchiati    | 14,650         | Matteo Levantesi   | 14,600         | Lorenzo Minh Casali | 14,200         |
| Sbarra                 | Carlo Macchini     | 14,500         | Lorenzo Bonicelli  | 14,000         | Nicolò Mozzato      | 13,900         |
| Podio femminile        |                    |                |                    |                |                     |                |
| Concorso individuale   | Alice D'Amato      | 113.550        | Manila Esposito    | 111.800        | Elisa Iorio         | 108.550        |
| Volteggio              | Alessia Guicciardi | 13,350         | Desiree Carofiglio | 12,975         | Elena Ferrari       | 12,725         |
| Parallele asimmetriche | Alice D'Amato      | 15,150         | Elisa Iorio        | 14,750         | Giorgia Villa       | 14,400         |
| Trave                  | Manila Esposito    | 14,450         | Angela Andreoli    | 13,650         | Elisa Iorio         | 13,550         |
| Corpo libero           | Eleonora Calaciura | 13,400         | Veronica Mandriota | 13,300         | Irene Lanza         | 13,150         |